# Ashley Greene
Ashley Greene (ur. 21 lutego 1987 w Jacksonville w stanie Floryda) – amerykańska aktorka filmowa i telewizyjna oraz modelka i showmenka.
Została wybrana do roli Alice Cullen w filmowej adaptacji powieści Stephenie Meyer Zmierzch. Wystąpiła w klipach muzycznych Kiss Me, Kill Me zespołu Mest oraz Ludi inwalidi t.A.T.u. Gościnnie pojawiła się w wielu popularnych programach telewizyjnych.

## Życie prywatne
Greene urodziła się w Jacksonville. Jest córką Michele i Joe Greene. Dorastała w Middleburg i Jacksonville. Uczęszczała do University Christian School, kiedy była w 10 klasie przeniosła się do Wolfson High School. W wieku 17 lat porzuciła myśl o studiowaniu prawa i przeprowadziła się do Los Angeles by rozpocząć karierę aktorską. Greene ma starszego brata, Joe, który nadal mieszka w Jacksonville z rodzicami. Od sierpnia 2010 roku do marca 2011 była związana z muzykiem Joem Jonasem. W grudniu 2016 zaręczyła się z prezenterem telewizyjnym – Paulem Khoury'm. Pobrali się 6 lipca 2018.

## Filmografia
- 2006: Jordan jako Ann Rappaport
- 2006: Desire jako Renata
- 2007: Król Kalifornii jako klientka w McDonaldzie
- 2008: Shark jako Natalie Faber
- 2008: Otis jako Kim
- 2008: Radio Free Albemuth jako Rhonda
- 2008: Zmierzch jako Alice Cullen
- 2009: Całe życie z wariatami jako Lucy
- 2009: Saga „Zmierzch”: Księżyc w nowiu jako Alice Cullen
- 2009: Krew z krwi jako Summer
- 2009: Skateland jako Michelle Burkham
- 2010: A Warrior’s Heart jako Brooklyn
- 2010: Saga „Zmierzch”: Zaćmienie jako Alice Cullen
- 2011: The Apparition jako Kelly
- 2011: Jak po maśle jako Kaitlen Pickler
- 2011: Pan Am jako Amanda Mason
- 2011: Saga „Zmierzch”: Przed świtem – część 1 jako Alice Cullen
- 2012: LOL: Laughing Out Loud jako Ashley
- 2012: Saga „Zmierzch”: Przed świtem – część 2 jako Alice Cullen
- 2012: Americana jako Alice Garano
- 2012: Zjawy jako Kelly
- 2014: Kristy jako Violet
- 2014: Gdybym tylko tu był jako Janine
- 2015: Batman: Arkham Knight jako Barbara „Wyrocznia” Gordon (głos)
- 2016: Impuls jako Teresa